# Захидное (Лутугинский район)
Захидное (укр. Західне) — село в Лутугинском районе Луганской области Украины. Под контролем самопровозглашённой Луганской Народной Республики. Входит в Иллирийский сельский совет.

## География
Село расположено на правом берегу реки Ольховой. Соседние населённые пункты: сёла Малая Мартыновка, Великая Мартыновка, Иллирия, Ушаковка на западе; посёлки Новопавловка и Ясное на востоке, Мирное на юго-востоке. Не путать с одноимёнными населёнными пунктами в Луганской области: село Захидное в Антрацитовском районе; село Захидное в Старобельском районе.

## Палеонтология
В 2012 году в окрестностях села (местонахождении Захидное-1) обнаружен обратный отпечаток сильно расплющенного мечехвоста Bellinurus sp. из отложений среднего каменноугольного периода (башкирский ярус).

## Население
Население по переписи 2001 года составляло 134 человека.

## Общие сведения
Почтовый индекс — 92022. Телефонный код — 6436.

## Местный совет
92018, Луганская обл., Лутугинский р-н, с. Иллирия, ул. Советская, 15; тел. 23-2-48